# Andrij Kurkow

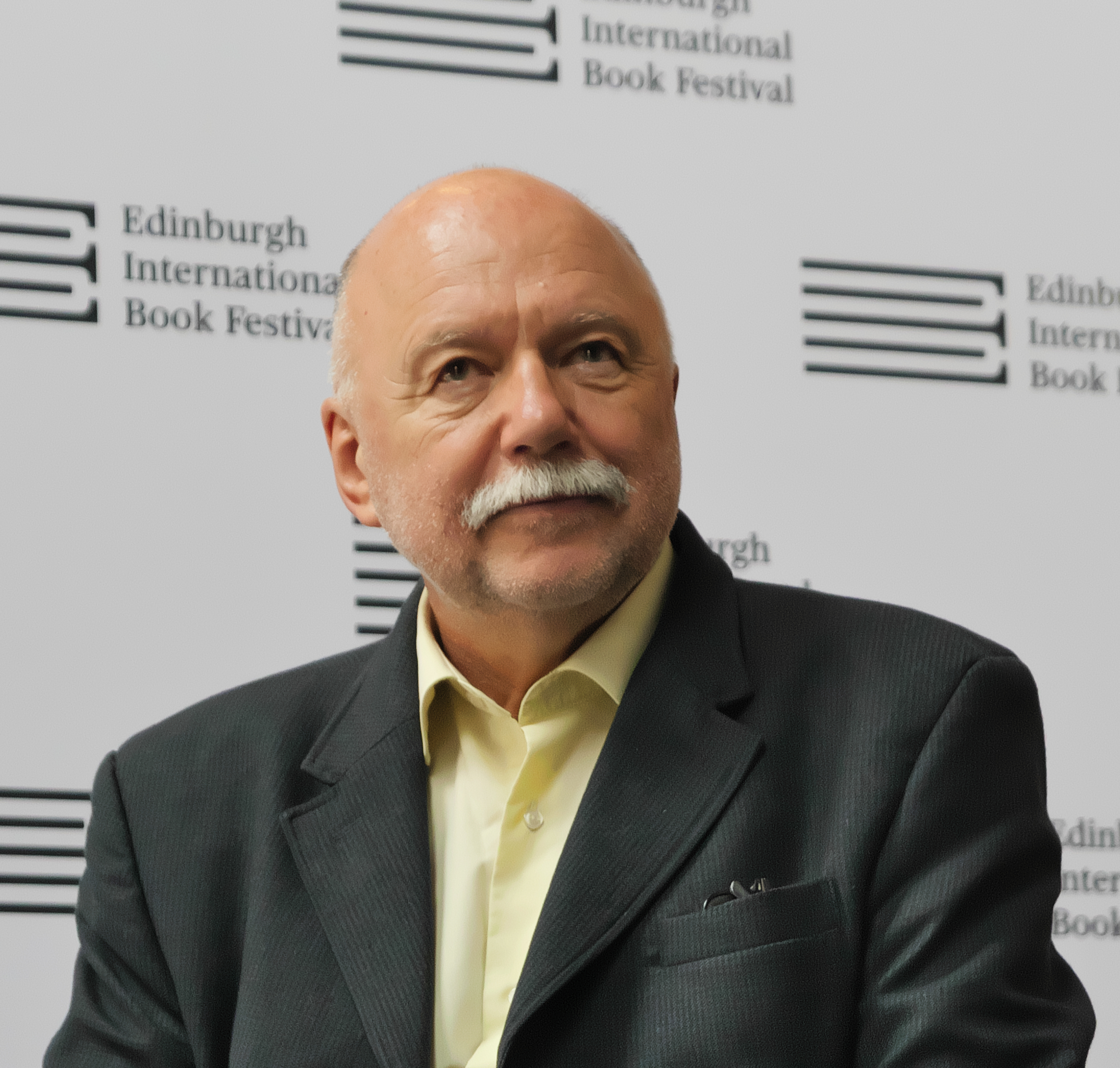
Andrei Kurkow (2025)

Andrij Jurijowytsch Kurkow (ukrainisch Андрій Юрійович Курков; russisch Андрей Юрьевич Курков ‚Andrei Jurjewitsch Kurkow‘; * 23. April 1961 in Budogoschtsch, Oblast Leningrad) ist ein ukrainischer Schriftsteller. Er schreibt auf Russisch und Ukrainisch. Im deutschen Sprachraum erscheinen seine Bücher unter der Schreibweise Andrej Kurkow.

## Leben
Kurkow, geboren in der russischen Unionsrepublik der UdSSR, lebt seit frühester Kindheit in Kiew und machte 1983 am dortigen Staatlichen Pädagogischen Fremdspracheninstitut einen Abschluss. Er zählt zur russischsprachigen Bevölkerung des Landes und bezeichnete sich im März 2014, während „Russland einen Bürgerkrieg in der Ukraine zu provozieren versucht“, selber als Russen. Kurkow spricht elf – nach eigenen, jüngeren Angaben heute nur noch sieben – Fremdsprachen und arbeitete in unterschiedlichen Berufen, darunter Redakteur, Gefängniswärter und Kameramann. Seit 1988 ist er Mitglied des Londoner PEN-Clubs, seit 1996 lebt er zeitweise in London. Fast 20 Dokumentar- und Spielfilmdrehbücher stammen aus seiner Feder; seine Romane wurden in zahlreiche Sprachen übersetzt, darunter Deutsch, Französisch, Niederländisch, Spanisch und Türkisch.
Seine Romane zeichnen sich durch einen scharfen, ironischen Blick auf das Leben in der postsowjetischen Gesellschaft aus. Trotz abstruser, ins Extreme oder Surreale verfremdeter Situationen aus dem ukrainischen oder russischen Alltag verliert Kurkow nie den ernsthaft-liebevollen Blick auf seine Figuren.
Im Zusammenhang mit dem Euromaidan veröffentlichte Andrij Kurkow erstmals Auszüge aus seinen Tagebüchern, die er seit dreißig Jahren geführt hat. Darin bezog er klar Stellung gegen Wiktor Janukowytsch, äußerte aber auch Kritik an Julija Tymoschenko und Wiktor Juschtschenko. Er verwahrte sich gegen die Besetzung der Ukraine durch Putins Armee, damit er sich „gegen die Korruption aussprechen kann, weil ich will, dass das Land, in dem ich lebe, ein Rechtsstaat ist“. In Deutschland gilt Kurkow als „Ukraine-Erklärer“, der das Verhältnis zu Europa und Russland unter Wladimir Putin ausleuchtet. So sei die Krise in der Ukraine eigentlich eine russische Krise: Putin fürchte den Wunsch nach Freiheit, der auch nach Russland überschwappen könnte.
Im Dezember 2016 gehörte Kurkow zu den Unterzeichnern des Aufrufs des Internationalen Literaturfestivals Berlin „Schluss mit dem Massenmord in Aleppo!“, der sich gegen den „Bombenkrieg des russischen Präsidenten Putin in der syrischen Stadt Aleppo“ wandte. Seit 2018 ist er Präsident des PEN Ukraine.
Nach dem Beginn des russischen Angriffskriegs auf die Ukraine 2022 äußerte sich Kurkow im US-amerikanischen Wochenmagazin The New Yorker zum Dilemma des mehr-, insbesondere auch russischsprachigen Landes. Die Tageszeitung zitierte ihn im April 2022 so: „Werden ukrainische Kinder, gefragt, welche Fremdsprache sie in der Schule erlernen möchten, antworten: Nicht Russisch, denn die Russen haben meinen Vater ermordet, die Russen haben meine kleine Schwester umgebracht?“ Kurkow vermute, so werde es kommen – Putin zerstöre „nicht nur die Ukraine, sondern auch Russland und die russische Sprache“. Ähnlich motiviert habe der 1961 geborene Autor selbst „einst das Deutsche als Fremdsprache verweigert, weil die Nazis seinen Großvater ermordet hatten.“
In seinem 2022 erschienenen Buch Tagebuch einer Invasion berichtete er über den russischen Angriffskrieg gegen die Ukraine. Das Buch sei „zugleich als eindringliche Chronik wie auch als kritische Reflexion einer politischen und zivilisatorischen Katastrophe zu lesen“, urteilte die Jury des Geschwister-Scholl-Preises, der dem Buch im Jahr 2022 zuerkannt wurde. Seinen 2022 veröffentlichten historischen Kriminalroman Samson und Nadjeschda verfasste er vor dem russischen Überfall auf die Ukraine. Ebenso den Folgeband Samson und das gestohlene Herz. Die Romanstoffe sind eingebettet in die Auseinandersetzungen in der Ukraine nach Februarrevolution und dem Sturz der Monarchie in Russland 1917. Inspiriert wurde der Autor dabei durch Dokumentenfunde. So sagte Kurkow in einem Interview 2022: „Vor vier Jahren bekam ich einen Anruf einer Leserin. Sie sagte, sie habe ein Geschenk für mich. Sie übergab mir eine Menge an Originalakten des bolschewistischen Geheimdienstes, von den Sowjets aus der Zeit in Kiew nach 1919.“ Ihr Vater habe für den KGB gearbeitet und sie wollte die Dokumente loswerden, so Kurkow weiter. „Bei der Lektüre dieser Akten wusste ich sofort: Hier habe ich die Basis für eine Serie von Kriminalromanen.“

## Werke

### Bücher
- (Не приведи меня в Кенгаракс, 1991)
- (11 необыкновенностей, 1991)
- als Mitautor (Бикфордов мир, 1993)
- Picknick auf dem Eis, 1999 (Смерть постороннего, 1996; spätere Auflage unter dem Titel: Пикник на льду, 2005), ISBN 3-257-23255-1 – deutsch von Christa Vogel
- Petrowitsch, 2000 (Добрый ангел смерти, 1997), ISBN 3-257-06247-8 – deutsch von Christa Vogel
- Ein Freund des Verblichenen, 2001 (Милый друг, товарищ покойника) ISBN 3-257-06239-7 – deutsch von Christa Vogel
- Pinguine frieren nicht (2003), ISBN 3-257-06377-6 – deutsch von Sabine Grebing
- Keine Angst vor der Dunkelheit, 2004, ISBN 3-908713-06-4 – deutsch von Angelika Schneider
- Die letzte Liebe des Präsidenten (Последняя любовь президента, 2005, ISBN 5-94278-920-7), 2005, ISBN 3-257-06486-1 – deutsch von Sabine Grebing
- (Закон улитки, 2005, ISBN 5-94278-967-3)
- (Любимая песня космополита, 2006, ISBN 5-367-00271-4)
- (Сады господина Мичурина, 2006, ISBN 5-367-00172-6)
- Myzelistan oder: „… die globale Erwärmung an einem vereinzelt herausgegriffenen Punkt“ (zweisprachig Deutsch und Russisch, in der Übersetzung von Judith Merkushev). Berlin: Katzengraben-Presse 2006, ISBN 3-910178-59-6
- Herbstfeuer, 2007, ISBN 978-3-257-06606-7 – deutsch von Angelika Schneider
- Der Milchmann in der Nacht, Diogenes-Verlag, Zürich 2009, ISBN 978-3-257-06727-9 – deutsch von Sabine Grebing
- Der wahrhaftige Volkskontrolleur, Haymon Verlag, Innsbruck 2011, ISBN 978-3-85218-679-5 – deutsch von Kerstin Monschein
- Der Gärtner von Otschakow, Diogenes-Verlag, Zürich 2012, ISBN 978-3-257-06814-6 – deutsch von Sabine Grebing
- Der unbeugsame Papagei, Haymon Verlag, 2013, ISBN 978-3-7099-7012-6 – deutsch von Sabine Grebing
- Ukrainisches Tagebuch. Aufzeichnungen aus dem Herzen des Protests, Haymon Verlag, 2014, ISBN 978-3-7099-7154-3 – deutsch von Steffen Beilich
- Jimi Hendrix live in Lemberg, Diogenes-Verlag, Zürich 2014, ISBN 978-3-257-06871-9 – deutsch von Johanna Marx und Sabine Grebing
- Die Kugel auf dem Weg zum Helden, Haymon-Verlag, Innsbruck 2015, ISBN 978-3-7099-7181-9 – deutsch von Claudia Dathe
- Die Welt des Herrn Bickford, Haymon-Verlag, Innsbruck 2017, ISBN 978-3-7099-7281-6 – deutsch von Claudia Dathe
- Kartografie der Freiheit, Haymon-Verlag, Innsbruck 2018, ISBN 978-3-7099-3434-0 – deutsch von Claudia Dathe
- Graue Bienen, Diogenes-Verlag, Zürich 2019, ISBN 978-3-257-07082-8 – deutsch von Johanna Marx und Sabine Grebing
- Samson und Nadjeschda, Diogenes-Verlag, Zürich 2022, ISBN 978-3-257-07207-5 – deutsch von Johanna Marx und Sabine Grebing
- Tagebuch einer Invasion, Haymon Verlag, Innsbruck 2022, ISBN 978-3-7099-8179-5 – aus dem Englischen von Rebecca DeWald
- Samson und das gestohlene Herz, Diogenes-Verlag, Zürich 2023, ISBN 978-3-257-07257-0 – deutsch von Johanna Marx und Claudia Zecher
- Im täglichen Krieg, Haymon Verlag, Innsbruck 2024, ISBN 978-3-7099-8230-3 – aus dem Englischen von Rebecca DeWald

### Filmdrehbücher
- (Исход, 1990)
- The Pit, (Яма, 1991, Drama)
- (Воскресный побег, 1992)
- (Ночь о любви, 1992)
- (Елисейские поля, 1993, Melodram)
- Picknick auf dem Eis (Смерть постороннего, 1996)
- A friend of the deceased (Приятель покойника, 1997)

### Hörspiele
- Ein Freund des Verblichenen, Produktion: WDR 2015, Länge: 53’, Bearbeitung und Regie: Uwe Schareck.[12]

## Auszeichnungen
- 2022: Geschwister Scholl-Preis für Tagebuch einer Invasion[13]
- 2022: Prix Médicis étranger für Les abeilles grises (dt. Ausgabe: Graue Bienen)
- 2022: Halldór Laxness International Literary Prize[14]
- 2023: Ehrenmitglied der American Academy of Arts and Letters